# Spilichneumon nigrifrons
Spilichneumon nigrifrons är en stekelart som först beskrevs av Holmgren 1878.  Spilichneumon nigrifrons ingår i släktet Spilichneumon och familjen brokparasitsteklar. Inga underarter finns listade i Catalogue of Life.